# Revestiment de coure sense electrodes
El revestiment de coure sense electrodes és un procés químic que diposita una capa uniforme de coure a la superfície d'un substrat sòlid, com ara metall o plàstic. El procés consisteix a submergir el substrat en una solució d'aigua que conté sals de coure i un agent reductor com el formaldehid.
A diferència de la galvanoplastia, els processos de galvanoplastia en general no requereixen passar un corrent elèctric a través del bany i el substrat; la reducció dels cations metàl·lics en solució a metàl·lics s'aconsegueix per mitjans purament químics, mitjançant una reacció autocatalítica. Així, el revestiment electroless crea una capa uniforme de metall independentment de la geometria de la superfície, a diferència de la galvanoplastia que pateix una densitat de corrent desigual a causa de l'efecte de la forma del substrat sobre el camp elèctric a la seva superfície. A més, el revestiment electroless es pot aplicar a superfícies no conductores.

Metal·litzat de PCB mitjançant tipus: (1) forat passant, (2) via cec, (3) via enterrada.

## Procés
En una formulació típica del procés, les superfícies a recobrir s'imprimeixen amb un catalitzador de pal·ladi i després s'immergen en un bany que conté ions de coure., que es redueixen pel formaldehid a través de les reaccions globals 
2HCHO + 2OH−
 → 3H
2 (gas) + 2CO
2 + 2e-
Cu2+
 + 2e- → Cu (metal).

## Aplicacions
El revestiment de coure electroless s'utilitza en la fabricació de plaques de circuits impresos (PCB), en particular per a la capa conductora a les parets dels forats passants i vies.